# Džunka
Džunka je kineski drevni brod, odnosno jedrenjak čije ime dolazi od malajske riječi dgong ili jong. Džunke su se prvi put pojavile za vrijeme dinastije Han (220. pr. Kr. – 200. n.e.) te postupno evoluirale u jedan od najuspješnijih tipova brodova u povijesti. Džunka ima od jednog do pet jarbola. Uz visoke jarbole imao je i veliku krmu te kosi oštri pramac. Jedra su od pletera ojačana bambusovim širnicama. Dužina broda je bila od 16 do čak 40 metara, te je to jedan od najstarijih tipova brodova i spominje se u najstarijim zapisima kao trgovački i ribarski brod. Do 15. stoljeća Kinezi su gradili džunke duge 150 metara i gotovo 100 metara široke, te s one bile mnogo veće od bilo kojeg jedrenjaka izgrađenog u Europi.